# Abstandsgesetz
Das Abstandsgesetz oder Entfernungsgesetz beschreibt die Abnahme einer physikalischen Größe mit wachsender Entfernung zur Quelle oder zum Sender. Voraussetzungen sind eine punktförmige Quelle (näherungsweise: kleine Ausdehnung der Quelle im Vergleich zur Entfernung), die isotrop – also nicht gerichtet – emittiert, und ein freies Feld ohne reflektierende Berandung. Somit ist das Abstandsgesetz für praktische Anwendungen nur annäherungsweise nutzbar.
Im Falle von z. B. Lasern oder Parabolantennen sind weitere Einflüsse zu berücksichtigen wie der Divergenzwinkel oder das Antennendiagramm.

## Für Energiegrößen – das 1/r²-Gesetz

Abstandsgesetz für Energiegrößen

Zu den Energiegrößen gehören neben Strahlungsintensitäten, z. B. von Röntgenstrahlung, Radioaktivität, Sonnenstrahlung (sichtbare Lichtstrahlung) oder anderen elektromagnetischen Wellen, die sich in alle Richtungen ausbreiten, auch die Schallintensität. Im Zusammenhang mit ionisierender Strahlung wird hierbei häufig vom Abstandsquadratgesetz gesprochen.
Die Energie E, die von einer in den dreidimensionalen Raum gleichmäßig strahlenden Quelle ausgeht, verteilt sich auf eine Kugeloberfläche, die proportional mit dem Quadrat des Abstands r von der Quelle größer wird. Die Strahlungsintensität I, d. h. die „Leistung pro Fläche“ (P/A), nimmt daher mit 1/r2 ab:
{\displaystyle {\begin{aligned}I&\propto {\frac {1}{r^{2}}}\\\Rightarrow {\frac {I_{1}}{I_{2}}}&={\frac {{r_{2}}^{2}}{{r_{1}}^{2}}}\\\Leftrightarrow I_{2}&=I_{1}\cdot \left({\frac {r_{1}}{r_{2}}}\right)^{2}\end{aligned}}}
Die Intensität fällt bei Entfernungsverdoppelung also auf ein Viertel des Anfangswertes. Dies entspricht einer Pegelabnahme um 6 dBRMS.
Allgemein lässt sich die Pegelabnahme folgendermaßen berechnen:
{\displaystyle {\begin{alignedat}{2}\Delta L[dB_{\mathrm {RMS} }]={L_{2}}-{L_{1}}&=-10\cdot \lg {\frac {{r_{2}}^{2}}{{r_{1}}^{2}}}=&&-20\cdot \lg {\frac {r_{2}}{r_{1}}}\\\Leftrightarrow L_{2}[dB_{\mathrm {RMS} }]&=L_{1}&&-20\cdot \lg {\frac {r_{2}}{r_{1}}}\end{alignedat}}}
Dabei ist lg der Logarithmus zur Basis 10.
Für viele aus dem Alltag bekannte Strahlungsquellen gilt die o. g. Voraussetzung gleichmäßig in den dreidimensionalen Raum strahlend nicht oder nur als grobe Näherung.

## Für Effektivwerte linearer Feldgrößen – das 1/r-Gesetz
Zu den linearen Feldgrößen gehören z. B. die akustischen Feldgrößen wie Schalldruck, Schallschnelle und Schallauslenkung als Schallfeldgrößen. Die Effektivwerte dieser Größen nehmen umgekehrt proportional zur Entfernung von der Schallquelle ab, also mit 1/r:
{\displaystyle {\begin{aligned}{\tilde {p}}&\propto {\frac {1}{r}}\\\Rightarrow {\frac {{\tilde {p}}_{1}}{{\tilde {p}}_{2}}}&={\frac {r_{2}}{r_{1}}}\\\Leftrightarrow {\tilde {p}}_{2}&={\tilde {p}}_{1}\cdot {\frac {r_{1}}{r_{2}}}\end{aligned}}}
Bei Entfernungsverdoppelung fallen die Werte also auf die Hälfte des Anfangswertes. Dies entspricht – wie bei den quadratischen Größen – einer Pegelabnahme um 6 dB. Auch hier gilt also für die Pegeländerung der Effektivwerte in dBSPL:
{\displaystyle {\begin{alignedat}{2}\Delta L[dB_{SPL}]={L_{2}}-{L_{1}}&=&&-20\cdot \lg {\frac {r_{2}}{r_{1}}}\\\Leftrightarrow L_{2}[dB_{SPL}]&=L_{1}&&-20\cdot \lg {\frac {r_{2}}{r_{1}}}\end{alignedat}}}
Pegeländerungen können also ohne Kenntnis darüber angegeben werden, ob es sich bei der Messgröße um eine quadratische oder lineare Größe handelt. Für eine Bestimmung der physikalischen Einheiten muss diese Kenntnis jedoch vorhanden sein.